# Kaitajärvi (sjö i S:t Michel, Södra Savolax)
Kaitajärvi är en sjö i kommunen S:t Michel i landskapet Södra Savolax i Finland. Sjön ligger 84 meter över havet. Arean är 53 hektar och strandlinjen är 7,49 kilometer lång. Sjön  ingår i Kymmene älvs huvudavrinningsområde.   Den ligger omkring 41 kilometer söder om S:t Michel och omkring 170 kilometer nordöst om Helsingfors. 
Kaitajärvi ligger sydväst om Ylä-Kuhanen. 